# Odruch rogówkowy
Odruch rogówkowy – jeden z mechanizmów obronnych chroniących oko. Ten odruch bezwarunkowy sprawia, iż powieki dotkniętego oka zamykają się.
Odruch jest przewodzony przez:
- nosoworzęskową gałąź nerwu ocznego (V1) (od nerwu trójdzielnego)
- nerw twarzowy (VII)

Odruch może być osłabiony lub nawet zniesiony przez użycie soczewek kontaktowych.

Przeczytaj ostrzeżenie dotyczące informacji medycznych i pokrewnych zamieszczonych w Wikipedii.